# دون سافاج (كرة سلة)
دون سافاج (بالإنجليزية: Don Savage)‏ مواليد 9 أبريل 1928 في مانليوس - الوفاة 27 يناير 2010، كان لاعب كرة سلة أمريكي. بدأ مسيرته الاحترافية في سنة 1951. تم اختياره من قبل فريق فيلادلفيا سفنتي سيكسرز خلال الدرافت. بلغ طوله 6 قدم 3 بوصة (1.9 م). اعتزل اللعب في 1953, 1956. لعب مع فيلادلفيا سفنتي سيكسرز وفيلادلفيا سفنتي سيكسرز.

## روابط خارجية
- دون سافاج على موقع إن بي أي (الإنجليزية)
- دون سافاج على موقع سبورتس رفرنس (الإنجليزية)
- دون سافاج على موقع ريلجم (الإنجليزية)
- دون سافاج على موقع بروبوليرز (الإنجليزية)